# بيورن ليند
بيورن ليند (بالسويدية: Björn Lind) هو متزحلق سويدي، ولد في 22 مارس 1978 في Österåker Municipality ‏ في السويد.

## وصلات خارجية
- بيورن ليند على موقع الاتحاد الدولي للتزلج (التزلج الريفي) (الإنجليزية)
- بيورن ليند على موقع اللجنة الأولمبية الدولية (الإنجليزية)
- بيورن ليند على موقع أوليمبيديا (الإنجليزية)
- بيورن ليند على موقع اللجنة الأولمبية السويدية (السويدية)